# NGC 2831
NGC 2831 je galaksija u zviježđu Risu.

## Vanjske poveznice
- SEDS: NGC 2831